# Едуард Попп
Едуард Попп (нім. Eduard Popp; нар. 16 червня 1991, Барнаул, Алтайський край, РРФСР, СРСР) — німецький борець греко-римського стилю, бронзовий призер чемпіонату Європи, срібний призер чемпіонату світу серед військовослужбовців, учасник двох Олімпійських ігор.

## Життєпис
Боротьбою почав займатися з 1997 року. У 2009 році став бронзовим призером чемпіонату Європи серед юніорів. Наступного року повторив цей же результат на чемпіонаті світу серед юніорів.
Виступає за борцівський клуб VfL Неккаргартах. Тренери — Янніс Замандурідіс (з 2007), Міхаель Карл (з 2013).

## Спортивні результати на міжнародних змаганнях

### Виступи на Олімпіадах
| Змагання                    | Збірна    | Вагова категорія                  | Місце |
| --------------------------- | --------- | --------------------------------- | ----- |
| Літні Олімпійські ігри 2016 | Німеччина | греко-римська боротьба, до 130 кг | 5     |
| Літні Олімпійські ігри 2020 | Німеччина | греко-римська боротьба, до 130 кг | 8     |

### Виступи на Чемпіонатах світу
| Змагання                        | Збірна    | Вагова категорія                  | Місце |
| ------------------------------- | --------- | --------------------------------- | ----- |
| Чемпіонат світу з боротьби 2013 | Німеччина | греко-римська боротьба, до 120 кг | 7     |
| Чемпіонат світу з боротьби 2014 | Німеччина | греко-римська боротьба, до 130 кг | 5     |
| Чемпіонат світу з боротьби 2015 | Німеччина | греко-римська боротьба, до 130 кг | 13    |
| Чемпіонат світу з боротьби 2017 | Німеччина | греко-римська боротьба, до 130 кг | 9     |
| Чемпіонат світу з боротьби 2018 | Німеччина | греко-римська боротьба, до 130 кг | 5     |
| Чемпіонат світу з боротьби 2019 | Німеччина | греко-римська боротьба, до 130 кг | 5     |

### Виступи на Чемпіонатах Європи
| Змагання                         | Збірна    | Вагова категорія                  | Місце  |
| -------------------------------- | --------- | --------------------------------- | ------ |
| Чемпіонат Європи з боротьби 2013 | Німеччина | греко-римська боротьба, до 120 кг | 8      |
| Чемпіонат Європи з боротьби 2014 | Німеччина | греко-римська боротьба, до 130 кг | 13     |
| Чемпіонат Європи з боротьби 2016 | Німеччина | греко-римська боротьба, до 130 кг | 5      |
| Чемпіонат Європи з боротьби 2019 | Німеччина | греко-римська боротьба, до 130 кг | 11     |
| Чемпіонат Європи з боротьби 2021 | Німеччина | греко-римська боротьба, до 130 кг | Бронза |

### Виступи на Європейських іграх
| Змагання              | Збірна    | Вагова категорія                  | Місце |
| --------------------- | --------- | --------------------------------- | ----- |
| Європейські ігри 2015 | Німеччина | греко-римська боротьба, до 130 кг | 8     |

### Виступи на Кубках світу
| Змагання                    | Збірна    | Вагова категорія                  | Місце |
| --------------------------- | --------- | --------------------------------- | ----- |
| Кубок світу з боротьби 2015 | Німеччина | греко-римська боротьба, до 130 кг | 7     |
| Кубок світу з боротьби 2017 | Німеччина | греко-римська боротьба, до 130 кг | 5     |
| Кубок світу з боротьби 2020 | Німеччина | греко-римська боротьба, до 130 кг | 8     |

### Виступи на Чемпіонатах світу серед військовослужбовців
| Змагання                                                  | Збірна    | Вагова категорія                  | Місце  |
| --------------------------------------------------------- | --------- | --------------------------------- | ------ |
| Чемпіонат світу з боротьби серед військовослужбовців 2016 | Німеччина | греко-римська боротьба, до 130 кг | Срібло |
| Чемпіонат світу з боротьби серед військовослужбовців 2018 | Німеччина | греко-римська боротьба, до 130 кг | 5      |

### Виступи на інших змаганнях
| Змагання                                                       | Збірна    | Вагова категорія                  | Місце  |
| -------------------------------------------------------------- | --------- | --------------------------------- | ------ |
| Турнір Дана Колова — Николи Петрова 2013                       | Німеччина | греко-римська боротьба, до 120 кг | 7      |
| Гран-прі Німеччини з боротьби 2013                             | Німеччина | греко-римська боротьба, до 120 кг | Срібло |
| Меморіал Іона Корнеану 2013                                    | Німеччина | греко-римська боротьба, до 120 кг | Срібло |
| Кубок Владислава Пітласинські 2013                             | Німеччина | греко-римська боротьба, до 120 кг | 8      |
| Гран-прі Німеччини з боротьби 2014                             | Німеччина | греко-римська боротьба, до 130 кг | 5      |
| Кубок Владислава Пітласинські 2014                             | Німеччина | греко-римська боротьба, до 130 кг | 5      |
| Меморіал Іона Корнеану 2015                                    | Німеччина | греко-римська боротьба, до 130 кг | Бронза |
| Кубок Владислава Пітласинські 2015                             | Німеччина | греко-римська боротьба, до 130 кг | 13     |
| Тор Мастерс 2016                                               | Німеччина | греко-римська боротьба, до 130 кг | Золото |
| Олімпійський кваліфікаційний турнір з боротьби 2016 (Зренянин) | Німеччина | греко-римська боротьба, до 130 кг | Срібло |
| Кубок Владислава Пітласинські 2016                             | Німеччина | греко-римська боротьба, до 130 кг | Золото |
| Гран-прі Німеччини з боротьби 2016                             | Німеччина | греко-римська боротьба, до 130 кг | Бронза |
| Кубок Владислава Пітласинські 2017                             | Німеччина | греко-римська боротьба, до 130 кг | 7      |
| Гран-прі Німеччини з боротьби 2018                             | Німеччина | греко-римська боротьба, до 130 кг | 5      |
| Тор Мастерс 2019                                               | Німеччина | греко-римська боротьба, до 130 кг | Срібло |
| Гран-прі Німеччини з боротьби 2019                             | Німеччина | греко-римська боротьба, до 130 кг | Срібло |
| Всесвітні ігри військовослужбовців 2019                        | Німеччина | греко-римська боротьба, до 130 кг | 7      |
| Кубок Владислава Пітласинські 2021                             | Німеччина | греко-римська боротьба, до 130 кг | Бронза |
| Гран-прі Німеччини з боротьби 2022                             | Німеччина | греко-римська боротьба, до 130 кг | Срібло |

### Виступи на змаганнях молодших вікових груп
| Змагання                                       | Збірна    | Вагова категорія                  | Місце  |
| ---------------------------------------------- | --------- | --------------------------------- | ------ |
| Чемпіонат Європи з боротьби серед кадетів 2007 | Німеччина | греко-римська боротьба, до 100 кг | 16     |
| Чемпіонат Європи з боротьби серед кадетів 2008 | Німеччина | греко-римська боротьба, до 100 кг | 12     |
| Чемпіонат Європи з боротьби серед юніорів 2009 | Німеччина | греко-римська боротьба, до 120 кг | Бронза |
| Чемпіонат світу з боротьби серед юніорів 2009  | Німеччина | греко-римська боротьба, до 120 кг | 9      |
| Чемпіонат Європи з боротьби серед юніорів 2010 | Німеччина | греко-римська боротьба, до 120 кг | 11     |
| Чемпіонат світу з боротьби серед юніорів 2010  | Німеччина | греко-римська боротьба, до 120 кг | Бронза |
| Чемпіонат світу з боротьби серед юніорів 2011  | Німеччина | греко-римська боротьба, до 120 кг | 10     |